# Бранислав Михајловић (фудбалер)
Бранислав Михајловић (Врање, 22. децембар 1936 — Београд, 11. октобар 1991) био је југословенски и српски фудбалер.

## Биографија
Завршио је основну школу и гимназију у Крушевцу. Појавио се на фудбалској сцени у дресу крушевачког Напретка. У редовима београдског Партизана је играо у периоду од 1955. до 1966. године. Учествовао је у освајању четири титуле првака државе (1961, 1962, 1963, 1965). Наступао је још у француском клубу Париз Унион. Играчку каријеру је окончао у дресу ОФК Београда.
У дресу А репрезентације Југославије одиграо је осам утакмица и постигао четири гола. Дебитовао је 31. маја 1959. против Бугарске (2:0) у квалификацијама за Куп нација, а од дреса са државним грбом опростио се голом 1960. у пријатељском сусрету са Египтом (1:0).
Преминуо је у 55. години живота, у Београду 11. октобра 1991. године.

## Голови за репрезентацију
Голови Михајловића у дресу са државним грбом.
| #  | Датум              | Место      | Противник | Гол | Резултат | Такмичење                        |
| -- | ------------------ | ---------- | --------- | --- | -------- | -------------------------------- |
| 1. | 15. новембар 1959. | Београд    | Грчка     | 3:0 | 4:0      | Квалификације за Олимпијске игре |
| 2. | 1. јануар 1960.    | Казабланка | Мароко    | 1:0 | 5:0      | пријатељска утакмица             |
| 3. | 3. јануар 1960.    | Тунис      | Тунис     | 4:1 | 5:1      | пријатељска утакмица             |
| 4. | 8. јануар 1960.    | Каиро      | Египат    | 1:0 | 1:0      | пријатељска утакмица             |

## Успеси
- Партизан
  - Првенство Југославије (4): 1961, 1962, 1963, 1965.